# Liaoningornis longidigitris
Liaoningornis longidigitris (Ляонінорніс, означає «птах з Ляоніна») — викопний вид енанціорносових птахів з ранньої крейди (близько 125 млн років тому). Викопні рештки птаха зібрані у відкладеннях формації Цзісянь неподалік міста Бейпяо провінції Ляонін у Китаї у 1996—1997 роках Лінхаєм Хоу.
Довжина тіла — близько 30 см, висота — 15 см, вага — близько 150 грам. У дзьобі не було зубів, на відміну від більшості тогочасних птахів. Ноги були пристосовані для приземлення.